# Copa dos Campeões de 2000

A Copa dos Campeões de 2000 foi a primeira edição do torneio nacional realizado pela CBF e disputado originalmente entre os melhores colocados nas copas regionais. Além de ser uma competição nacional, teve como objetivo determinar o quarto representante do Brasil na Libertadores de 2001.
O Palmeiras conquistou o título da competição depois de derrotar na partida decisiva o Sport por 2 a 1.

## Participantes
| Clube           | Meio de classificação            |
| --------------- | -------------------------------- |
| América Mineiro | Campeão da Copa Sul-Minas        |
| Cruzeiro        | Vice-campeão da Copa Sul-Minas   |
| Flamengo        | Campeão do Campeonato Carioca    |
| Goiás           | Campeão da Copa Centro-Oeste     |
| Palmeiras       | Campeão do Torneio Rio-São Paulo |
| São Paulo       | Campeão do Campeonato Paulista   |
| São Raimundo-AM | Campeão da Copa Norte            |
| Sport           | Campeão da Copa Nordeste         |
| Vitória         | Vice-campeão da Copa Nordeste    |

## Regulamento
A Copa dos Campeões teve uma fase preliminar, em que 3 equipes (campeões da Copa Centro-Oeste e Copa Norte, e o vice-campeão do Campeonato do Nordeste) disputavam entre si, em um único turno, duas vagas para as quartas de final. 
As quartas de final e as semifinais eram em duas partidas; a final, em jogo único. O campeão garantiu vaga na Libertadores de 2002.
No triangular, os times disputavam um jogo em sua cidade e outro fora; no mata-mata, os jogos ocorreram no Rei Pelé, em Maceió, ou no Almeidão, em João Pessoa.

## Fase preliminar

### 1ª rodada
| 22 de junho de 2000 | São Raimundo-AM | 2 – 2 | Vitória | Vivaldão, Manaus |
| 21h30               |                 |       |         |                  |

### 2ª rodada
| 27 de junho de 2000 | Vitória | 1 – 1 | Goiás | Barradão, Salvador |
| 20h30               |         |       |       |                    |

### 3ª rodada
| 30 de junho de 2000 | Goiás | 4 – 1 | São Raimundo-AM | Serra Dourada, Goiânia |
| 20h30               |       |       |                 |                        |

### Classificação
| Classificação à Primeira Fase                                                                                                | Classificação à Primeira Fase | Classificação à Primeira Fase | Classificação à Primeira Fase | Classificação à Primeira Fase | Classificação à Primeira Fase | Classificação à Primeira Fase | Classificação à Primeira Fase | Classificação à Primeira Fase | Classificação à Primeira Fase |
| Times | Times                         | Pts                           | J                             | V                             | E                             | D                             | GP                            | GC                            | SG                            |
| --- | ----------------------------- | ----------------------------- | ----------------------------- | ----------------------------- | ----------------------------- | ----------------------------- | ----------------------------- | ----------------------------- | ----------------------------- |
| 1 | Goiás                         | 4                             | 2                             | 1                             | 1                             | 0                             | 5                             | 2                             | 3                             |
| 2 | Vitória                       | 2                             | 2                             | 0                             | 2                             | 0                             | 3                             | 3                             | 0                             |
| 3 | São Raimundo-AM               | 1                             | 2                             | 0                             | 1                             | 1                             | 3                             | 6                             | -3                            |
| Pts – Pontos ganhos; J – Jogos; V - Vitórias; E - Empates; D - Derrotas; GP – Gols pró; GC – Gols contra; SG – Saldo de gols |                               |                               |                               |                               |                               |                               |                               |                               |                               |

|  |                                |
|  | Classificados à Primeira Fase. |

## Fase Final

### Cruzamentos
|  | Quartas de final | Quartas de final | Quartas de final | Quartas de final |       |          | Semifinais | Semifinais | Semifinais | Semifinais |  |  | Final     | Final |
|  |                  |                  |                  |                  |       |          |            |            |            |            |  |  |           |       |
|  | Flamengo         | 3                | 1                | 4                |       |          |            |            |            |            |  |  |           |       |
|  | Goiás            | 2                | 0                | 2                |       |          |            |            |            |            |  |  |           |       |
|  | Goiás            | 2                | 0                | 2                |       | Flamengo | 2          | 0          | 2 (4)      |            |  |  |           |       |
|  |                  |                  |                  |                  |       | Flamengo | 2          | 0          | 2 (4)      |            |  |  |           |       |
|  |                  | Palmeiras (pen)  | 1                | 1                | 2 (5) |          |            |            |            |            |  |  |           |       |
|  | Palmeiras        | Palmeiras (pen)  | 1                | 1                | 2 (5) | 3        | 1          | 4          |            |            |  |  |           |       |
|  | Palmeiras        |                  |                  |                  |       | 3        | 1          | 4          |            |            |  |  |           |       |
|  | Cruzeiro         | 1                | 1                | 2                |       |          |            |            |            |            |  |  |           |       |
|  |                  |                  |                  |                  |       |          |            |            |            |            |  |  | Palmeiras | 2     |
|  |                  |                  | Sport            | 1                |       |          |            |            |            |            |  |  |           |       |
|  | São Paulo        | 0                | 2                | 2                |       |          |            |            |            |            |  |  |           |       |
|  | Vitória          | 0                | 0                | 0                |       |          |            |            |            |            |  |  |           |       |
|  | Vitória          | 0                | 0                | 0                |       | Sport    | 1          | 3          | 4          |            |  |  |           |       |
|  |                  |                  |                  |                  |       | Sport    | 1          | 3          | 4          |            |  |  |           |       |
|  |                  | São Paulo        | 2                | 1                | 3     |          |            |            |            |            |  |  |           |       |
|  | América Mineiro  | São Paulo        | 2                | 1                | 3     | 2        | 0          | 2          |            |            |  |  |           |       |
|  | América Mineiro  |                  |                  |                  |       | 2        | 0          | 2          |            |            |  |  |           |       |
|  | Sport            | 1                | 3                | 4                |       |          |            |            |            |            |  |  |           |       |

## Quartas de final

### Jogos de ida
| 12 de julho de 2000 | América Mineiro              | 2 – 1 | Sport     | Almeidão, Paraíba |
| 19h00               | Wellington Paulo 68' · Dênis |       | Nildo 40' |                   |

| 12 de julho de 2000 | São Paulo | 0 – 0 | Vitória | Rei Pelé, Maceió |
| 19h00               |           |       |         |                  |

| 12 de julho de 2000 | Palmeiras                    | 3 – 1 | Cruzeiro   | Almeidão, Paraíba |
| 21h45               | Pena 10', 15' · Asprilla 70' |       | Kléber 56' |                   |

| 12 de julho de 2000 | Flamengo          | 3 – 2 | Goiás             | Rei Pelé, Maceió |
| 21h45               | Iranildo Reinaldo |       | Marquinhos Araújo |                  |

### Jogos de volta
| 15 de julho de 2000 | Goiás | 0 – 1 | Flamengo | Almeidão, Paraíba |
| 16h00               |       |       | Reinaldo |                   |

| 15 de julho de 2000 | Cruzeiro | 1 – 1 | Palmeiras | Rei Pelé, Maceió |
| 16h00               | Alê      |       | Neném     |                  |

| 15 de julho de 2000 | Vitória | 0 – 2 | São Paulo                           | Almeidão, Paraíba |
| 18h30               |         |       | Rogério Pinheiro Marcelinho Paraíba |                   |

| 15 de julho de 2000 | Sport                     | 3 – 0 | América Mineiro | Rei Pelé, Maceió |
| 18h30               | Leomar Adriano Marquinhos |       |                 |                  |

|  |                                              |
|  | *Em itálico, os classificados às Semifinais. |

## Semifinais

### Jogos de ida
| 19 de julho de 2000 | Flamengo          | 2 – 1 | Palmeiras | Almeidão, Paraíba |
| 21h45               | Petkovic Reinaldo |       | Taddei    |                   |

| 19 de julho de 2000 | Sport | 1 – 2 | São Paulo               | Rei Pelé, Maceió |
| 21h45               | Nildo |       | Ilan Marcelinho Paraíba |                  |

### Jogos de volta
| 22 de julho de 2000 | São Paulo          | 1 – 3 | Sport                  | Almeidão, Paraíba |
| 16h00               | Marcelinho Paraíba |       | Adriano (2) Marquinhos |                   |

| 22 de julho de 2000 | Palmeiras | 1 – 0 | Flamengo | Rei Pelé, Maceió |
| 16h00               | Taddei    |       |          |                  |

|  |       | Penalidades |
|  | 5 – 4 |             |

|  |                                        |
|  | *Em itálico, os classificados à Final. |

## Final
| 25 de julho de 2000 21h45 | Palmeiras                           | 2 – 1 | Sport          | Rei Pelé, Maceió                                      |
|                           | Asprilla 32' (1T) · Alberto 9' (2T) |       | Nildo 46' (2T) | Público: 22,560 pessoas Árbitro: Carlos Eugênio Simon |

|  |

| Campeão da Copa dos Campeões de 2000 |
| ------------------------------------ |
| Palmeiras (1º título)                |

## Classificação final
| Classificação geral | Classificação geral | Classificação geral | Classificação geral | Classificação geral | Classificação geral | Classificação geral | Classificação geral | Classificação geral | Classificação geral |
| Pos | Times               | Pts                 | J                   | V                   | E                   | D                   | GP                  | GC                  | SG                  |
| --- | ------------------- | ------------------- | ------------------- | ------------------- | ------------------- | ------------------- | ------------------- | ------------------- | ------------------- |
| 1 | Palmeiras           | 10                  | 5                   | 3                   | 1                   | 1                   | 8                   | 5                   | 3                   |
| 2 | Sport               | 6                   | 5                   | 2                   | 0                   | 3                   | 9                   | 7                   | 2                   |
| 3 | Flamengo            | 9                   | 4                   | 3                   | 0                   | 1                   | 6                   | 4                   | 2                   |
| 4 | São Paulo           | 7                   | 4                   | 2                   | 1                   | 1                   | 5                   | 4                   | 1                   |
| 5 | Goiás               | 4                   | 4                   | 1                   | 1                   | 2                   | 7                   | 6                   | 1                   |
| 6 | América Mineiro     | 3                   | 2                   | 1                   | 0                   | 1                   | 2                   | 4                   | -2                  |
| 7 | Vitória             | 3                   | 4                   | 0                   | 3                   | 1                   | 3                   | 5                   | -2                  |
| 8 | Cruzeiro            | 1                   | 2                   | 0                   | 1                   | 1                   | 2                   | 4                   | -2                  |
| 9 | São Raimundo-AM     | 1                   | 2                   | 0                   | 1                   | 1                   | 3                   | 6                   | -3                  |
| Pts – Pontos ganhos; J – Jogos; V - Vitórias; E - Empates; D - Derrotas; GP – Gols pró; GC – Gols contra; SG – Saldo de gols |                     |                     |                     |                     |                     |                     |                     |                     |                     |

## Principais Artilheiros
| Gols | Jogador    | Clube     |
| ---- | ---------- | --------- |
| 3    | Adriano    | Sport     |
| 3    | Marcelinho | São Paulo |
| 3    | Nildo      | Sport     |
| 3    | Reinaldo   | Flamengo  |
| 2    | Asprilla   | Palmeiras |
| 2    | Iranildo   | Flamengo  |
| 2    | Marquinhos | Sport     |
| 2    | Pena       | Palmeiras |
| 2    | Taddei     | Palmeiras |